# ロレンソ・スアレス・デ・メンドーサ

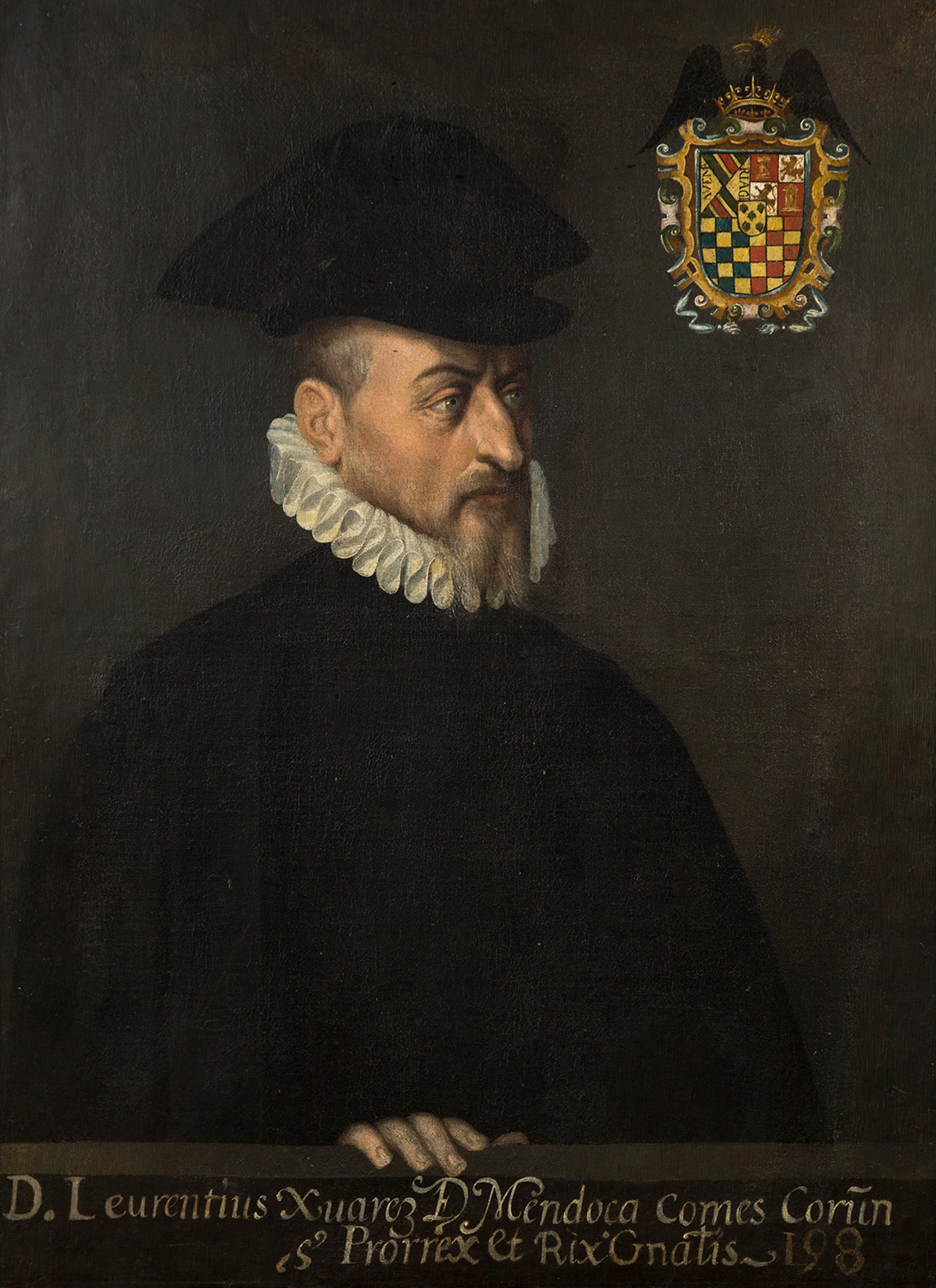
ロレンソ・スアレス・デ・メンドーサ

第4代コルーニャ伯爵ロレンソ・スアレス・デ・メンドーサ（Lorenzo Suárez de Mendoza、1518年ごろ - 1583年6月29日）はスペインの貴族で、第5代ヌエバ・エスパーニャ副王（1580-1583年）。

## 生涯
スペインのグアダラハラで生まれた。父は初代副王アントニオ・デ・メンドーサのまたいとこにあたる。また母は有名な枢機卿フランシスコ・ヒメネス・デ・シスネロスの姪である。
神聖ローマ皇帝カール5世のイタリア戦争やチュニス征服に参加した。フェリペ2世の時代にはフランデレン地方の反乱鎮圧に参加した。
1580年、フェリペ2世によってヌエバ・エスパーニャ副王に任命され、同年10月4日にメキシコシティ入りした。スアレス・デ・メンドーサは当時の腐敗した行政を改良しようとしたが、副王の権限がアウディエンシアによって大きく制約されていたため、あまり重要な改革を行うことができなかった。副王はスペイン王に対して監察官(visitador)を送ることを要求したが、すでに老齢だったスアレス・デ・メンドーサは監察官が指名される前の1583年に没した。その後監察官に任命された異端審問官でメキシコ大司教のペドロ・モヤ・デ・コントレラスは後継の副王を兼ねた。
スアレス・デ・メンドーサの行ったもっとも目立つ業績としては、商業に関する裁判を行うメキシコのコンスラードの設立がある（認可は没後の1592年）。